# Хименес, Александра
Алекса́ндра Химе́нес Аррече́а (исп. Alexandra Jiménez Arrechea; род. 4 января 1980, Сарагоса) — испанская актриса, известная по ролям Африки Санс из телеситкома «Семья Серрано» и Рамиры из «Очень испанского кино».

## Биография
В молодости Хименес занималась балетом и танцами, сначала в престижной школе Сарагосы, а затем в Мадриде. К 15-и годам она стала профессиональной балериной, но вскоре, из-за повреждения ноги ей пришлось оставить карьеру танцовщицы. Она хотела заниматься только актёрским мастерством, поэтому училась ему в Мадриде и изредка, во время учёбы, появлялась в телесериалах, таких как «Журналисты», «Компаньоны» и «Полицейские в сердце улиц». Потом она получила роль Африки Санс в телесериале «Семья Серрано». Хименес также сыграла в полнометражных и короткометражных фильмах, в театральных постановках и работала моделью. В 2005 году она, вместе с Алехо Суарасом, выиграла премию Premio Leche President в номинации «Лучшая телевизионная пара».

## Фильмография[1]
| Год       | Фильм                               | Название на русском       | Роль                       | Примечания  |
| --------- | ----------------------------------- | ------------------------- | -------------------------- | ----------- |
| 2023      | Bajo terapia                        | О чём говорят незнакомцы  | Лаура                      |             |
| 2021      | El inocente                         | Харлан Кобен. Невиновен   | Лорена Ортис               | мини-сериал |
| 2017      | TOC TOC                             | ОКР ОКР                   | Бланка                     | кинофильм   |
| 2016      | Kiki, el amor se hace               | Секреты секса и любви     |                            |             |
| 2016      | El ministerio del tiempo            | Министерство времени      | Хулия Лосано/Тереса Мендес | сериал      |
| 2016      | Buenafuente                         | Буэнафуэнте               | камео                      | телешоу     |
| 2016      | 100 metros                          | 100 метров                | Инма                       |             |
| 2013      | Esto no es una cita                 | Это не свидание           | Андреа                     |             |
| 2013      | Familia                             | Семья                     | Карлота Окендо             | сериал      |
| 2013      | Las brujas de Zugarramurdi          | Ведьмы из Сугаррамурди    | любовница Антонио          |             |
| 2012      | Casi inocentes                      | Почти невинный            | Элена                      |             |
| 2012      | Frágiles                            | Хрупкость                 | Эва Падрон                 | сериал      |
| 2011      | Rocío Dúrcal, volver a verte        | Мариетта                  | Сусана                     | мини-сериал |
| 2011      | Promoción fantasma                  | Похождение призрака       | Тина                       |             |
| 2010      | No controles                        | Нет контроля              | Бея                        |             |
| 2010      | No soy como tú                      | Я не такой, как ты        | Летисия                    | мини-сериал |
| 2009      | Spanish Movie                       | Очень испанское кино      | Рамира                     | кинопародия |
| 2008      | Fuera de carta                      | Фирменное блюдо           | Паула                      |             |
| 2007—2009 | La familia Mata                     | Семья Мата                | Эва Мата                   | сериал      |
| 2006      | El hormiguero                       | Муравей                   | камео                      | сериал      |
| 2003-2008 | Los Serrano                         | Семья Серрано             | Африка Санс                | сериал      |
| 2000-2003 | Policías, en el corazón de la calle | Полицейские в сердце улиц | жертва убийства            | сериал      |
| 1998-2002 | Compañeros                          | Компаньоны                | Мария                      | сериал      |
| 1998-2002 | Periodistas                         | Журналисты                | Лаура Гарсия Кастильо      | сериал      |

## Награды и номинации[2]
В 2005 году Хименес, вместе с Алехо Суарасом, выиграла награду Premio Leche President как «Лучшая телевизионная пара» («Семья Серрано»). Она также неоднократная номинатка на премию Союз актёров Испании. В 2018 году актриса стала лауреатом премии за лучшую женскую роль на Кинофестивале в Малаге («Расстояния»)